# Mông Khuyến Lợi Thịnh
Khuyến Lợi Thịnh（giản thể: 劝利晟; phồn thể: 勸利晟; bính âm: Quàn Lìchéng, 802-823）, từng gọi Khuyến Lợi (勸利), là con của Tầm Các Khuyến, đệ của Khuyến Long Thịnh. Ông là đệ lục đại quốc vương của Nam Chiếu, tại vị từ năm 816 đến năm 823. Năm 816, Lộng Đống tiết độ sứ là Vương Tha Điên đã sát hại Khuyến Long Thịnh, ủng lập Khuyến Lợi Thịnh kế vị. Tuy nhiên, đại quyền nằm trong tay của Vương Tha Điên. Năm 823, Khuyến Lợi Thịnh tạ thế khi mới 22 tuổi, thụy hiệu Tĩnh Vương, kì đệ là Khuyến Phong Hữu kế vị.

## Niên hiệu
- Toàn Nghĩa: 816-819
- Đại Phong: 820-823